# Apple Intelligence
Apple Intelligence es una plataforma de inteligencia artificial desarrollada por Apple Inc.  Basada en una combinación de procesamiento en el dispositivo y en el servidor, se anunció el 10 de junio de 2024 en la WWDC 2024 como una característica de iOS 18, iPadOS 18 y macOS Sequoia, que se anunciaron junto con Apple Intelligence. Apple Intelligence será gratuito para todos los usuarios con dispositivos compatibles. Está previsto que entre en una versión beta para desarrolladores en los Estados Unidos a finales de 2024 y se lanzará por completo en 2025.  

## Modelos
Apple Intelligence consta de un modelo en el dispositivo y un modelo en la nube que se ejecuta en servidores que utilizan Apple Silicon. Ambos modelos constan de un modelo básico genérico, así como de múltiples modelos de adaptadores que están más especializados en tareas particulares como el resumen de texto y el ajuste de tono. 
Según una evaluación humana realizada por la división de aprendizaje automático de Apple, el modelo básico en el dispositivo superó o igualó a los modelos pequeños equivalentes de Mistral AI, Microsoft y Google, mientras que los modelos básicos del servidor superaron el rendimiento del GPT-3 de OpenAI, aunque igualaron aproximadamente el rendimiento de GPT-4. 
Los modelos de nube de Apple se basan en una plataforma Private Cloud Compute, diseñada teniendo en cuenta la privacidad del usuario y el cifrado de extremo a extremo. 

## Funcionalidad y características

### Herramientas de escritura
Apple Intelligence presenta herramientas de escritura impulsadas por IA, incluidas Rewrite y Proofread. Estas funciones ayudan a mejorar la escritura de los usuarios para hacerla más amigable, concisa o profesional, similar a las funciones de escritura de IA de Grammarly. También se puede utilizar para generar resúmenes, puntos clave, tablas y listas de un artículo o escrito.   ChatGPT estará disponible como parte de Herramientas de escritura. 

### Image Playground
Apple Intelligence también se puede utilizar para generar imágenes en el dispositivo con la aplicación Image Playground. De manera similar a DALL-E de OpenAI, se puede usar para generar imágenes usando IA, usando frases y descripciones para crear una imagen con estilos personalizables como Animación y Bosquejo. En Notes, los usuarios pueden acceder a Image Playground en iPad a través de la herramienta Image Wand en la paleta Apple Pencil sin tener que abrir la aplicación Image Playground. Los bocetos se pueden transformar en imágenes.

### Genmoji
Utilizando los modelos de texto a imagen de Apple Intelligence, los usuarios pueden crear imágenes Genmoji originales escribiendo descripciones.  Los usuarios pueden elegir personas en las fotografías y crear imágenes Genmoji que se parezcan a ellas.  De manera similar a los emoji, Genmoji se puede agregar en línea a los mensajes de texto y se puede compartir en Mensajes y en aplicaciones de terceros compatibles como pegatinas o reacciones Tapback.  

### Correo
Apple Intelligence agrega una función llamada Mensajes prioritarios a la aplicación Mail, que muestra correos electrónicos urgentes, como invitaciones para el mismo día o tarjetas de embarque, con resúmenes del correo electrónico generados por IA. 

### Fotos
La aplicación Fotos de Apple incluye una función para crear películas de recuerdos personalizadas y capacidades de búsqueda mejoradas. Los usuarios pueden describir una historia y, utilizando Apple Intelligence, seleccionar fotos y vídeos coincidentes. Los organiza en una película con un arco narrativo basado en temas identificados. Además, los usuarios pueden buscar fotos o videos específicos por descripción y/o palabra clave, y Apple Intelligence puede identificar momentos particulares dentro de los videoclips. 

### Finalización de código
Apple Intelligence está integrada en Xcode IDE de Apple, a partir de la versión 16. Esto incluye una función de finalización de código predictivo, similar a GitHub Copilot, que se ejecuta en el dispositivo, utilizando un modelo entrenado específicamente en el lenguaje Swift y las API. Una nueva función de chat Swift Assist, que utiliza modelos en la nube, genera y edita código Swift según las indicaciones del usuario.  La función de finalización de código en el dispositivo requiere una Mac con al menos 16 GB de memoria para ejecutarse. 

### Integración con ChatGPT
Como resultado de la asociación de la compañía con OpenAI, Apple Intelligence también incluye una integración de todo el sistema con ChatGPT, lo que permite a Siri determinar cuándo enviar ciertas solicitudes complejas de los usuarios a ChatGPT. Esta integración de todo el sistema está impulsada por GPT-4o.  La integración de ChatGPT es voluntaria de forma predeterminada, y se avisa a los usuarios antes de enviar datos o fotos a los servidores de ChatGPT y las direcciones IP se ocultan cuando se envían solicitudes a los servidores de OpenAI.  El uso de las funciones de ChatGPT es gratuito para todos los usuarios sin necesidad de iniciar sesión; sin embargo, los suscriptores pagos pueden iniciar sesión para obtener acceso a las funciones pagas en todo el sistema. Apple planea integrar en el futuro otros modelos como el Gemini de Google en el sistema. 

## Desarrollo

### Historia
En octubre de 2015, Apple Inc. adquirió Perceptio, una empresa de modelado de inteligencia artificial en dispositivos.  Tras la adquisición, Apple se esforzó por garantizar que sus operaciones de inteligencia artificial permanecieran encubiertas; Según Trevor Darrell, profesor de la Universidad de California en Berkeley, el secreto de la empresa disuadió a los estudiantes de posgrado. 

### Dispositivos soportados
Todas las Mac y iPad con un procesador Apple Silicon de la serie M serán compatibles con Apple Intelligence con el lanzamiento de macOS Sequoia y iPadOS 18. Los iPhone con al menos un A17 Pro o posterior también serán compatibles con el lanzamiento de iOS 18.  El analista Ming-Chi Kuo especula que los requisitos de RAM del modelo del dispositivo prohíben que Apple Intelligence se ejecute en iPhones anteriores. 

### Mac
- MacBook Air (M1, 2020) o posterior
- MacBook Pro (M1, 2020) o posterior
- Mac mini (M1, 2020) o posterior
- Mac Pro (M2 Ultra, 2023)
- Mac Studio (M1 Max/Ultra, 2022) o posterior
- iMac (M1, 2021) o posterior

#### iPads
- iPad Air (quinta generación) o posterior
- iPad Pro (quinta generación) o posterior

#### iPhones
- iPhone 15 Pro
- iPhone 15 Pro Max
- iPhone 16
- iPhone 16 Plus
- iPhone 16e
- iPhone 16 Pro
- iPhone 16 Pro Max